# Pedro Ximénez de Préxamo
Pedro Ximénez de Préxamo, en pronunciación moderna "Pedro Jiménez de Préjamo", (Logroño ¿? - 1495, Coria) obispo, teólogo y escritor español del prerrenacimiento.

## Biografía

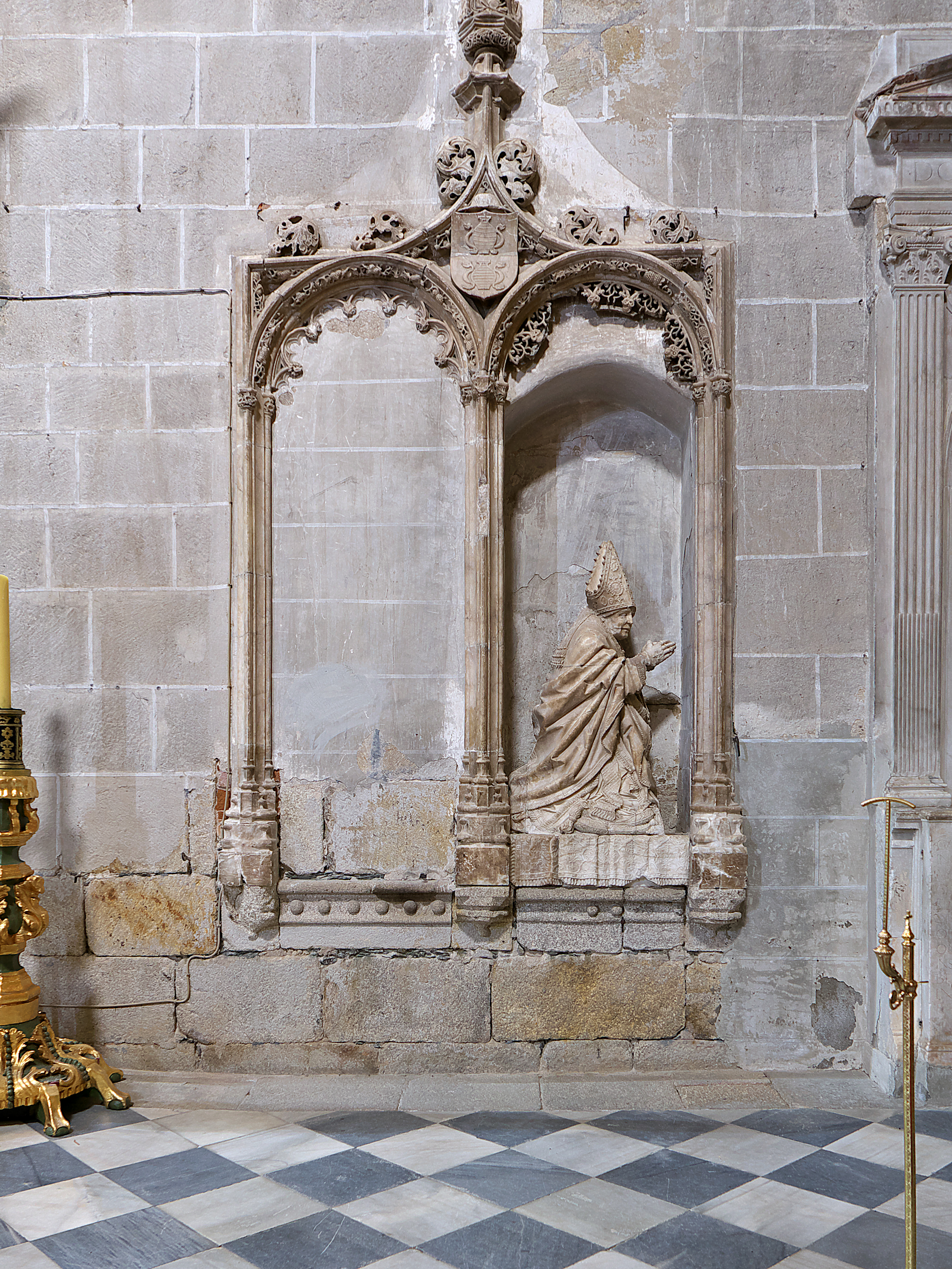
Sepulcro de Pedro Ximénez de Préxamo, Catedral de Coria

Rafael de Floranes lo tenía por natural de Logroño. Estudió en Salamanca y fue el único discípulo conocido que tuviera Alonso de Madrigal, más conocido como el Tostado. Fue colegial (profesor) de Teología del Colegio Mayor de San Bartolomé junto con Pedro de Osma, y luego canónigo y provisor de Segovia. Asistió al concilio de Alcalá de Henares donde se condenaron nueve tesis del De confessione de su antiguo compañero Pedro de Osma. En 1484, como canónigo de Toledo, obtuvo el deanazgo o cargo de canónigo magistral de la catedral primada; fue nombrado junto con fray Hernando de Talavera Comisario general y Colector del dinero de la Bula de la Santa Cruzada y más adelante Isabel I lo impuso como obispo al elegido para Badajoz escribiendo una carta al cabildo (1486-1489); allí se mostró como un gran y entusiasta protector de la imprenta, para la que hizo varios encargos que andan entre los primeros incunables españoles. Estuvo en la conquista de Málaga (1487) con los Reyes Católicos, y bendijo la mezquita. Terminó sus días como obispo de Coria (1489-1495). En esta última ciudad decidió derribar la antigua catedral románica y levantar otra de gótico plateresco en 1498, la Catedral de Santa María de la Asunción, aunque según Antonio Ponz ya había fallecido en 1495.

## Obras
Escribió contra los errores de Pedro de Osma un tratado "en estilo inelegante y bárbaro" según palabras del padre Juan de Mariana, pero con ingenio agudo y escolástico, de título Confutatorium errorum contra claves Ecclesiae nuper editorum explicit feliciter. Fuit autem confectum anno Domini M.CCCC.LXXVIII. Per reverendum magistrum Petrum Ximenes de Préxamo, tunc canonicum toletanum.... Toledo: Juan Vazquez, 1486. Más conocido fue su Lucero de la vida christiana, (Salamanca, 1493; Burgos, 1495), traducido al catalán (Barcelona, 1496). Esta obra catequística se la mandaron hacer los Reyes Católicos para adoctrinar a recogidos, alumbrados y conversos del judaísmo a fin de evitar apostasías. El padre Méndez creyó que Préxamo fue el Pedro Ximénez que compuso una poema sobre la Resurrección de Cristo incluido en el raro Cancionero de Zaragoza, 1492, titulado Coplas de vita Christi, etc. Redujo a compendio en dos volúmenes los comentarios de su maestro el Tostado sobre San Mateo, obra que fue impresa con el título de Floretum (Sevilla, por Paulo de Colonia y Juan Pegnizer de Nuremberga, 1491). Lucio Marineo Sículo lo llama "praestantissimus theologus et vita sanctissimus". Falleció en 1495 y está enterrado en Coria, donde Antonio Ponz admiró la estatua genuflexa, obra de Copín, situada en su sepulcro.